# Åkersötväppling
Åkersötväppling (Melilotus infestus) är en ärtväxtart som beskrevs av Giovanni Gussone. Enligt Catalogue of Life ingår Åkersötväppling i släktet sötväpplingar och familjen ärtväxter, men enligt Dyntaxa är tillhörigheten istället släktet sötväpplingar och familjen ärtväxter. Arten förekommer tillfälligt i Sverige, men reproducerar sig inte. Inga underarter finns listade i Catalogue of Life.